# ユージーン・ドレンテ

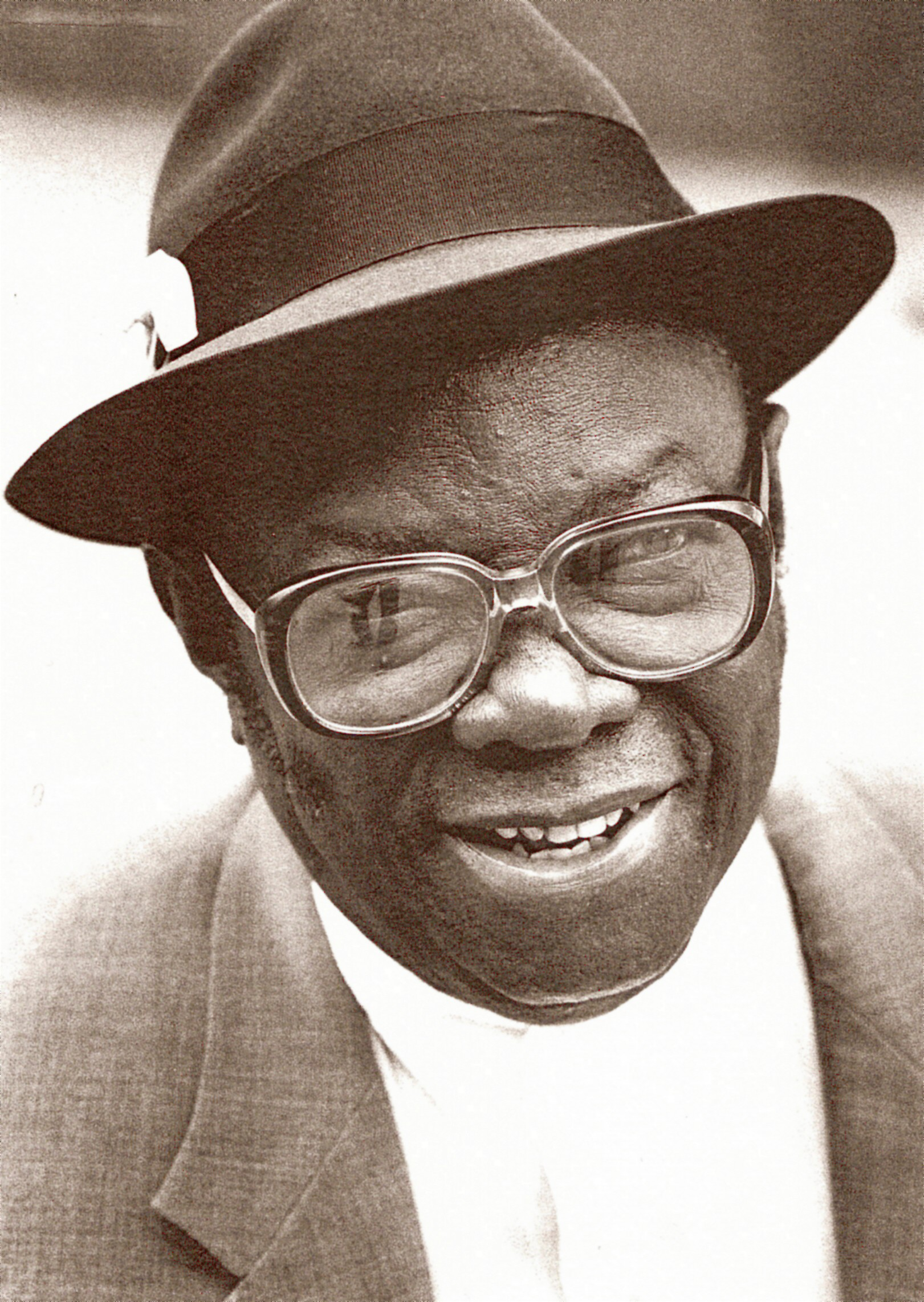
Eugène Drenthe

ユージーン・コンスタンティン・ドンデルス・ドレンテ(Eugène Constantijn Donders Drenthe 、1925年12月12日 – 2009年3月30日)は、著名なスリナムの詩人、脚本家。
現在のスリナムであるオランダ領ギアナのコメウィネ地方のプランテーションに生まれた。2009年3月30日、オランダのロッテルダムにて死去。83歳だった。